# Robert DoQui
Robert DoQui est un acteur américain né le 20 avril 1934 à Stillwater (Oklahoma) et mort le 9 février 2008 à Los Angeles (Californie).
Il est connu pour son rôle de King George dans Coffy, la panthère noire de Harlem sorti en 1973 avec Pam Grier. Il a notamment interprété le rôle du sergent Reed dans le film RoboCop (1987) et ses deux suites.

## Filmographie

### Cinéma
- 1965 : Taffy and the Jungle Hunter
- 1965 : Clarence, le lion qui louchait (Clarence, the Cross-Eyed Lion) : Sergent
- 1965 : Le Kid de Cincinnati (The Cincinnati Kid) : Philly
- 1966 : La Grande combine (The Fortune Cookie) : Homme au bar
- 1968 : Up Tight! : Street Speaker
- 1969 : The Devil's 8 (en) : Henry Reed
- 1970 : The Red, White, and Black : Eli Brown
- 1972 : The Man (en) : Webson
- 1973 : Coffy, la panthère noire de Harlem (Coffy) de Jack Hill : King George
- 1975 : Nashville : Wade
- 1975 : Walking Tall Part II : Obra Eaker
- 1976 : Buffalo Bill et les indiens (Buffalo Bill and the Indians, or Sitting Bull's History Lesson) : The Wrangler / Oswald Dart
- 1976 : Treasure of Matecumbe : Ben
- 1979 : Guyana, la secte de l'enfer (Guyana : Crime of the Century) de René Cardona Jr. : Oliver Ross
- 1982 : I'm Dancing as Fast as I Can : Teddy
- 1984 : Jouer c'est tuer (Cloak & Dagger) : Lieutenant Fleming
- 1985 : Les Aventuriers de la 4e dimension (My Science Project) Desk Sergeant
- 1986 : Good to Go : Max
- 1987 : RoboCop : Sergeant Warren Reed
- 1988 : Mercenary Fighters : Colonel Kjemba
- 1988 : Paramedics : Moses
- 1988 : Appel d'urgence (Miracle Mile) : Fred le cuisinier
- 1990 : RoboCop 2 d'Irvin Kershner : Sergent Reed
- 1991 : Immunité diplomatique (Diplomatic Immunity) : Ferguson
- 1992 : I Don't Buy Kisses Anymore de Robert Marcarelli : Fred
- 1992 : Original Intent (vidéo) : Ben Reid
- 1993 : RoboCop 3 de Fred Dekker : Sergent Warren Reed
- 1993 : Short Cuts : Knute Willis
- 1997 : Walking Thunder : Gun Trader
- 1998 : A Hollow Place : Alban Porter
- 2001 : Glam : Don Mallon
- 2007 : Positive : Josh

### Télévision

#### Séries télévisées
- 1964 : Au-delà du réel (The Outer Limits) : Lieutenant Johnson
- 1965 : Jeannie de mes rêves (I Dream of Jeannie) : Sergent Pete Morgan
- 1966 : Le Fugitif (The Fugitive) : Sergent Evers
- 1966 : Daniel Boone (Daniel Boone) : Tom
- 1967 : Des agents très spéciaux (The Man from U.N.C.L.E.) : Hank
- 1966 : Daktari : Mako
- 1967 : Cher oncle Bill (Family Affair) : Officier Wilson
- 1966 : Tarzan : Metusa
- 1968 : Cowboy in Africa (en) : Rendula
- 1968 : Max la Menace (Get Smart) : Bolger
- 1968 : La Nouvelle Équipe (The Mod Squad) : Cully Smith
- 1968 : The Guns of Will Sonnett (en) : Waller
- 1968 : Le Grand Chaparral (The High Chaparral) : Larrabee
- 1969 : Brigade criminelle (Felony Squad) : Inspecteur Cliff Sims
- 1969 : Gunsmoke : Benji
- 1969 : Les Règles du jeu (The Name of the Game) : Sergent Ollie O'Neill
- 1968 : L'Homme de fer (Ironside) : Jimmy Otis /…
- 1970 : Harlem Globe Trotters : Pablo Robertson
- 1971 : Mission impossible (Mission: Impossible) : John Darcy
- 1971 : Longstreet : Gus Pollack
- 1972 : O'Hara, U.S. Treasury (en) : Paul Stoddard
- 1973 : Banacek : Sergent Flynn
- 1972 : The New Scooby-Doo Movies : Pablo Robertson
- 1974 : Happy Days (Happy Days) : Fred Washington
- 1974 : Insight : Chris
- 1974 : L'Homme qui valait trois milliards (Le sosie - saison 2, épisode 17) : Breezy
- 1974 : Dossiers brûlants (Kolchak: The Night Stalker) : Policier du parc
- 1973 : Adam-12 : Al Guinn
- 1975 : Sanford and Son : Psychologue
- 1975 : The Blue Knight (en)
- 1974 : Les Rues de San Francisco (The Streets of San Francisco) : Leo
- 1976 : The Jeffersons : T.J. Davis
- 1977 : 200 dollars plus les frais (The Rockford Files) : SWAT Commander Willis
- 1977 : Bizarre, bizarre (Tales of the Unexpected)
- 1977 : Maude : Detective Kennedy
- 1978 : How the West Was Won (feuilleton TV) : Oran Nubley
- 1978 : Colorado (Centennial) (feuilleton TV) : Nate Person III (chapter 12)
- 1978 : Quincy (Quincy M.E.) : Dr Andrew Charles
- 1979 : The White Shadow : Carl Simpson
- 1980 : Barnaby Jones : Peintre
- 1980 : Up and Coming : Frank Wilson
- 1980 : Côte Ouest (Knots Landing) : Jack Whitcomb
- 1981 : Capitaine Furillo (Hill Street Blues) : Mullenex
- 1981 : Concrete Cowboys : Ed
- 1982 : Matt Houston : Flic
- 1983 : ABC Afterschool Specials : Sergent Corbett
- 1984 : Tonnerre de feu (Blue Thunder) : Morris Priest
- 1984 : Punky Brewster : M. Tyler
- 1984 : Webster : Pastor Williams
- 1984 : L'Homme qui tombe à pic (The Fall Guy) : Coppersmith
- 1985 : Hôtel (Hotel) : Dr Carter
- 1985 : It's Your Move : Gerard Allen
- 1985 : Drôle de vie (The Facts of Life) : Jack Humphries
- 1985 : Meurtre au crépuscule (Between the Darkness and the Dawn) : Principal
- 1986 : Cagney & Lacey : Dr Saunders
- 1987 : Starman : M. Hubbard
- 1987 : Frank's Place : Révérend Gaines
- 1988 : Mes deux papas (My Two Dads) : Dr Quinn
- 1990 : Amen : Bryant
- 1992 : Batman : Docteur
- 1993 : Un drôle de shérif (Picket Fences) : Enseignant
- 1995 : New York Police Blues (NYPD Blue) : Warren Leight
- 1996 : Star Trek : Deep Space Nine : Noggra
- 1996 : Surfers détectives (High Tide)
- 1998 : Urgences (ER) : Minister
- 1999 : The Practice : Bobby Donnell & Associés (The Practice) : Doug Kimbro
- 1999 : Los Angeles Heat (L.A. Heat) : Révérend Green
- 2000 : FBI Family (Cover Me: Based on the True Life of an FBI Family) : Principal Ralph Wheaton
- 2000 : La Vie à cinq (Party of Five) : Juge Issacs
- 2001 : Dead Last : Voisin bruyant
- 2001 : The Parkers : Walter
- 2003 : Wanda at Large : Nevins

#### Téléfilms
- 1972 : Visions... : Andrews
- 1972 : Lieutenant Schuster's Wife : Inspecteur McCann
- 1973 : A Dream for Christmas : George Briggs
- 1974 : 120 degrés Fahrenheit (en) (Heat Wave!) : Officiel
- 1976 : Almos' a Man : Bob Glover
- 1977 : Green Eyes : Hal
- 1977 : Roger & Harry: The Mitera Target : Lieutenant Shelley
- 1979 : The Child Stealer : Houghton
- 1983 : Un mannequin sur mesure (Making of a Male Model) : Policier
- 1984 : Meurtre dans un miroir (Dark Mirror) : Higgens
- 1984 : Obsessive Love : Douglas
- 1985 : Meurtres au crépuscule (Between the Darkness and the Dawn) : Principal
- 1990 : The Court-Martial of Jackie Robinson : Sergent en chef
- 1993 : Seul dans la nuit (A Case for Murder) : Inspecteur Haas